# Markus Hess
Markus Hess (født 1526 - 26. oktober 1590) var en dansk borgmester og købmand. Han var gift 1. gang med Lisbet Bertelsdatter (begravet 9.6.1572 i Kbh.) og 2. gang med Margrethe Surbek (død 12.9.1602 i Kbh.). Han var under syvårskrigen leverandør til den danske hær, og af dette nød han stor økonomisk fordel.